# خنجری‌واران
خنجری‌واران (نام علمی: Empidoidea) نام یک بالاخانواده از راسته مگس است.